# 10598 Markrees
10598 Markrees este un asteroid din centura principală de asteroizi.

## Descriere
10598 Markrees este un asteroid din centura principală de asteroizi. A fost descoperit pe 13 octombrie 1996 la Prescott de Paul G. Comba. Asteroidul prezintă o orbită caracterizată de o semiaxă mare de 2,61 ua, o excentricitate de 0,15 și o înclinație de 1,6° în raport cu ecliptica.